# Μ(I) 유변학
알갱이 역학(granular mechanics)에서 μ(I) 유변학 (μ(I) rheology)은 알갱이 흐름 유변학의 한 모형이다.

## 같이 보기
- 유변학
- 층밀림 늘기